# Driehoekhangmatspin
De driehoekhangmatspin (Saaristoa firma) is een spinnensoort in de taxonomische indeling van de hangmatspinnen (Linyphiidae).
Het dier komt uit het geslacht Saaristoa. De driehoekhangmatspin werd in 1905 beschreven door Octavius Pickard-Cambridge.